# Epicosymbia ancillaria
Epicosymbia ancillaria là một loài bướm đêm trong họ Geometridae.